# سابين مولدوفان
سابين مولدوفان (بالرومانية: Sabin Moldovan)‏ هو لاعب كرة قدم روماني في مركز الهجوم، ولد في 16 مارس 1999 في كوزميشتي في رومانيا. لعب مع نادي بوليتكنيكا ياش.

## وصلات خارجية
- سابين مولدوفان على موقع قاعدة بيانات كرة القدم.إي يو (الإنجليزية)
- سابين مولدوفان على موقع Soccerway.com (الإنجليزية)